# أحمد ناجي القيسي
أحمد ناجي عبد الرزاق القيسي (1919 - 1987) هو أديب ولغوي عراقي.

## حياته
أحمد القيسي هو عالم من علماء اللغة العربية ولد عام 1919 ببغداد لأسرة علمية وأدبية، حصل على درجة الدكتوراه في الأدب الفارسي من جامعتي طهران والقاهرة، عمل أستاذاً بالجامعة المستنصرية، وأستاذاً في دار المعلمين العالية، انتخب عضواً في المجمع العلمي العراقي، أسهم بالحركات الفكرية في العراق.

## مؤلفات

### كتب حققها
- الفتوة لابن المعمار البغدادي.
- الوفيات لأبي الوفاء الحاجي الأصبهاني
- البخلاء للخطيب البغدادي
- التمام في تفسير أشعار هذيل مما أغلفه أو سعيد السكري لابن جني
- دقائق التصريف لابن المؤدب

### مؤلفاته
- منطق الطير
- سبكتكين
- قصة الآيستاق
- الخواجة نظام الملك أبو علي الحسن بن علي بن إسحاق الطوسي